# Januari 2014
Dit artikel geeft een chronologisch overzicht van de belangrijkste gebeurtenissen per dag van de maand januari in het jaar 2014.

## Gebeurtenissen

### 1 januari
- Griekenland neemt het voorzitterschap van de Raad van de Europese Unie over van Litouwen.
- De Letse hoofdstad Riga en de Zweedse stad Umeå zijn de culturele hoofdsteden van Europa voor 2014.
- Mayotte wordt een volwaardig overzees gebiedsdeel van de Europese Unie.[1]
- Letland voert de euro in en wordt daarmee het 18e Euroland in de Europese Unie.[2]
- Na zeven jaar worden de tijdelijke beperkingen aangaande het vrije verkeer van werknemers binnen de EU opgeheven voor Roemenen en Bulgaren.
- Rusland neemt het voorzitterschap van de G8 over van het Verenigd Koninkrijk.
- Het verbod om alcoholische dranken te verkopen of te schenken aan jongeren in Nederland, vastgelegd in de Drank- en Horecawet (die inmiddels Alcoholwet heet), is verhoogd van 16 tot 18 jaar.
- Minstens elf mensen komen om en zeventien mensen raken gewond bij een bomaanslag voor het Jazirahotel in de Somalische hoofdstad Mogadishu.
- In de buurt van de Indonesische hoofdstad Jakarta worden zes vermoedelijke moslimextremisten neergeschoten bij een antiterreuroperatie.
- Colorado is de eerste Amerikaanse staat waar de vrije verkoop van marihuana is toegestaan.
- De 24-jarige Nederlandse darter Michael van Gerwen wint het wereldkampioenschap darten van de PDC door in de finale de Schot Peter Wright met 7-4 te verslaan.
- Helikopters van het Syrische leger voeren een aanval op een dorpje uit in het oosten van Libanon. Een Syrische vluchtelinge komt daarbij om het leven.

### 2 januari
- Nabij de Iraakse stad Baquba worden dertien mensen gedood bij een zelfmoordaanslag met een autobom.
- Vijf mensen komen om en meer dan zestig raken gewond bij een bomaanslag in een voorstad van de Libanese hoofdstad Beiroet.
- Minstens 27 mensen komen om bij een busongeval nabij Malshej Ghat, in het westen van India.
- De Zuid-Soedanese president Salva Kiir Mayardit roept in de deelstaten Jonglei en Unity de noodtoestand uit.

### 3 januari
- Een zware sneeuwstorm treft het noordoosten van de Verenigde Staten en het oosten van Canada. Minstens dertien personen komen om in de VS. De staten New York, New Jersey en Pennsylvania kondigen de noodtoestand af. (Lees meer)
- In Egypte komen zeventien mensen om bij protesten van aanhangers van de Moslimbroederschap.
- Vijf mensen worden gedood bij confrontaties tussen stakende textielarbeiders en de militaire politie in de Cambodjaanse hoofdstad Phnom Penh.

### 4 januari
- De Iraakse stad Falluja komt onder controle van islamistische militanten van ISIL, de Islamitische Staat in Irak en de Levant.
- Zeker veertien bouwvakkers komen om bij de instorting van een gebouw in de plaats Canacona in de Indiase deelstaat Goa.

### 5 januari
- Veertien mensen komen om bij het uitbreken van paniek in een moskee in de Chinese regio Ningxia.
- Zowel het Belgische heren- als damesteam plaatst zich voor het wereldkampioenschap volleybal. Voor Nederland plaatsen alleen de vrouwen zich voor de WK-eindronde.

### 6 januari
- Groot-Brittannië wordt al dagen geteisterd door zware overstromingen. Daarbij vallen er zeven doden.

### 7 januari
- Noord-Amerika kampt met extreme kou waarbij de temperatuur daalt tot onder de 30 graden onder nul. Alleen al in de Verenigde Staten vallen er 21 doden. (Lees meer)
- De Amerikaanse Senaat stemt in met de benoeming van Janet Yellen tot nieuwe voorzitter van de Fed. Daarmee wordt ze de eerste vrouwelijke voorzitter van de Amerikaanse centrale bank.
- Archeologen vinden het graf van de Egyptische farao Sobekhotep I.

### 11 januari
- Opening Europees kampioenschap handbal mannen 2014 in Denemarken.

### 12 januari
- De Nederlandse schaatser Jan Blokhuijsen wordt Europees kampioen schaatsen allround. Bij de vrouwen zegeviert zijn landgenote Ireen Wüst.

### 16 januari
- Ignisious Gaisah en Dafne Schippers worden uitgeroepen tot KNAU-atleten van het jaar 2013. Marlou van Rhijn wordt Paralympische atlete van het jaar en Jip Vastenburg talent van 2013.

### 17 januari
- Minister Kamp van Economische Zaken maakt bekend dat de gaswinning in Groningen de komende drie jaar verminderd wordt. Ook trekt het kabinet 1,2 miljard euro uit om de schade door bodemdaling door gaswinning in het gebied rond Loppersum te beperken.

### 18 januari
- De Noorse stad Lærdalsøyri wordt getroffen door een zware brand, die tientallen gebouwen in de historische stadskern in de as legt.

### 19 januari
- De Nederlandse cabaretier Seth Gaaikema sluit na 55 jaar zijn carrière af met een optreden in de Stadsschouwburg in Groningen.
- Bij rellen tussen de ordetroepen en pro-Europese manifestanten in de Oekraïense hoofdstad Kiev vallen meer dan honderd gewonden.
- Bij twee explosies in de Thaise hoofdstad Bangkok op een van de protestsites vallen minstens 28 gewonden. Bij een ontploffing tijdens een protestmars vallen één dode en minstens 40 gewonden.
- Zeker 20 Pakistaanse soldaten worden gedood bij een aanval met explosieven op een legerkonvooi in de stad Bannu.
- Er wordt bekendgemaakt dat de in Noord-Spanje gelegen grot van Altamira, bekend om haar paleolithische rotstekeningen, na twaalf jaar opnieuw beperkt geopend zal worden.

### 20 januari
- De Belg Tom Lanoye wint de Constantijn Huygens-prijs voor zijn hele oeuvre.
- Voormalig Belgisch premier Guy Verhofstadt wordt de kandidaat-Commissievoorzitter voor de Europese liberale fractie voor de Europese Parlementsverkiezingen van 2014.
- Twee autobommen aan de Turks-Syrische grensovergang Bab al-Hawa eisen zestien mensenlevens.
- Het Noordereiland van Nieuw-Zeeland wordt getroffen door een aardbeving van 6,3 op de schaal van Richter. Er vallen geen slachtoffers.
- Bij een zelfmoordaanslag op een hoofdkwartier van het leger in de stad Rawalpindi in Noord-Pakistan komen dertien mensen om het leven.

### 21 januari
- Het Gerechtshof Arnhem besluit dat het Openbaar Ministerie Joris Demmink, oud-secretaris-generaal van het Ministerie van Veiligheid en Justitie, alsnog moet vervolgen wegens seksueel misbruik van minderjarigen.

### 22 januari
- In Zuid-Afrika is een ongewoon grote, blauwe diamant gedolven van 26,6 karaat. De waarde wordt geschat op 15 miljoen euro.
- In Kiev vallen vier doden tijdens gewelddadige confrontaties tussen binnenlandse troepen en demonstranten tijdens de Euromaidan-protesten.

### 24 januari
- In het opgespoten zand van de Tweede Maasvlakte (Rotterdam) worden twee schedelstukken uit de steentijd gevonden.

### 26 januari
- De Zwitser Stanislas Wawrinka wint op de Australian Open zijn eerste grandslamtoernooi. Hij verslaat Rafael Nadal in de finale. Een dag eerder won de Chinese Li Na het damestoernooi door in de eindstrijd de Slovaakse Dominika Cibulková te kloppen.
- Bij protesten tegen de regering in Thailand wordt Suthin Taratin, een oppositieleider, doodgeschoten.
- Een aardbeving van 5,8 op de schaal van Richter, met epicentrum nabij de stad Argostoli, zorgt voor materiële schade in het westen van Griekenland.
- In de Turkse stad Esenyurt vallen bij een aanval op een campagnebureau van de Turkse Partij van de Nationalistische Beweging een dode en zeven gewonden.
- In Herning winnen de Franse handballers voor de derde keer de Europese titel door in de finale Denemarken met 41-32 te verslaan.

### 28 januari
- In Oekraïne treedt premier Mykola Azarov af na aanhoudende protesten in het land.
- Het gerechtshof in Den Haag oordeelt dat de Nederlandse providers Ziggo en XS4ALL de website The Pirate Bay niet meer hoeven te blokkeren. De blokkade was volgens het hof niet effectief en eenvoudig te omzeilen.

### 30 januari
- De Nederlandse staatssecretaris Frans Weekers (VVD) treedt af na zware kritiek uit de Tweede Kamer op zijn aanpak van de problemen bij de belastingdienst. Eric Wiebes volgt hem enkele dagen later op.

## Overleden
<< · januari · februari · maart · april · mei · juni · juli · augustus · september · oktober · november · december · >>